# Stanisław Szpinalski

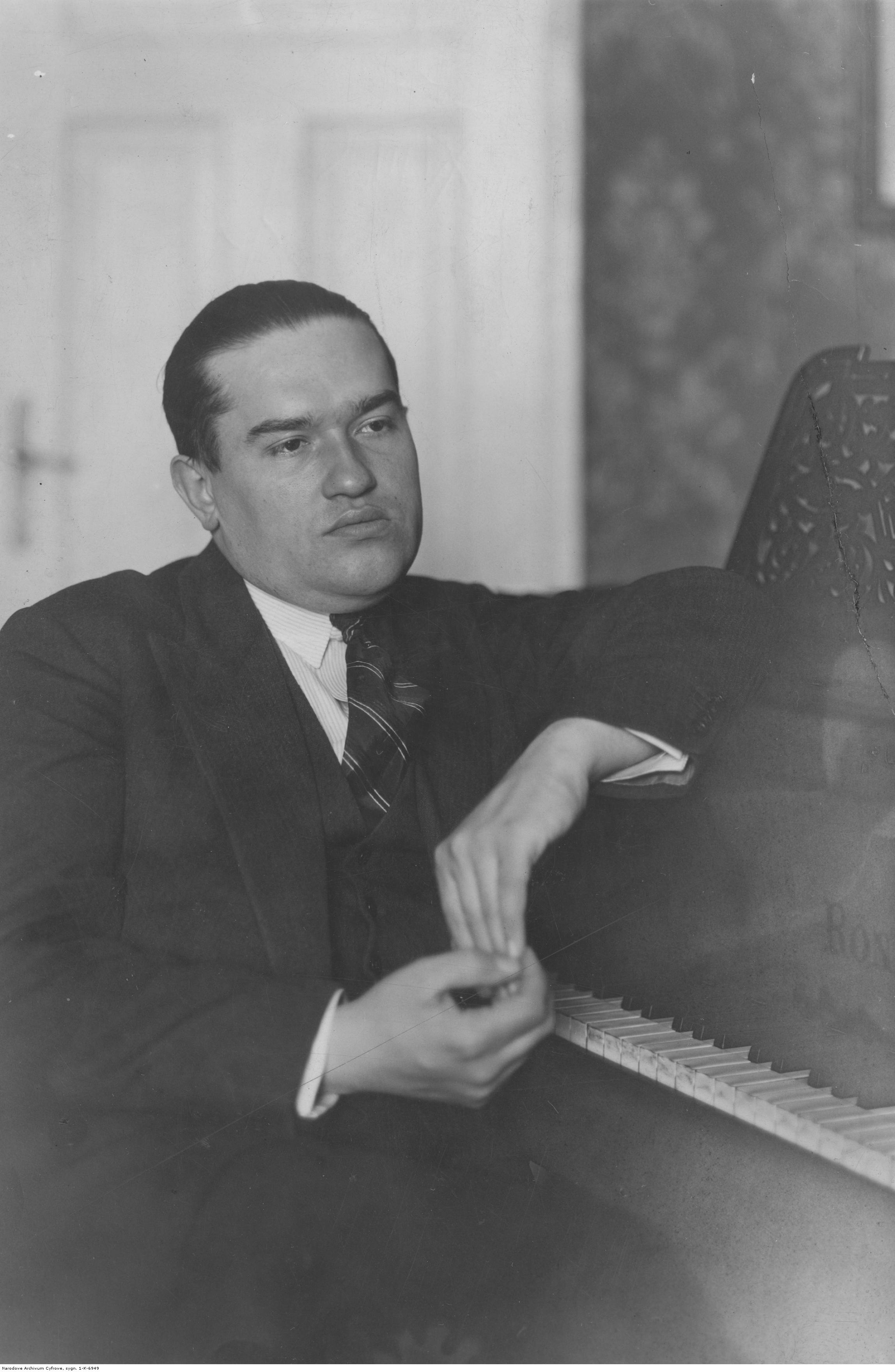
Stanisław Szpinalski

Stanisław Szpinalski (Krasnodar, Rusia, 15 de noviembre de 1901-París, Francia, 12 de junio de 1957) fue un pianista ruso-polaco.

## Trayectoria
Nació y tomó sus primeras lecciones en su Rusia natal, la que posteriormente habría de abandonar hasta que fuera reconstituida. Estando en Varsovia, se matricula en el conservatorio de esta ciudad en 1925, trasladándose dos años después a París. Pasado este tiempo retorna a la capital polaca para participar en la primera edición del Concurso Internacional de Piano Frédéric Chopin, siendo galardonado con el segundo premio. 
Debido a una grave desolación moral sufrida por no recibir el primer premio de este concurso, estableciéndose una temporada en Varsovia, toma lecciones de Ignacy Paderewski para perfeccionar su técnica, si bien su carrera como virtuoso no comenzó hasta 1932, viéndose interrumpida por la Segunda Guerra Mundial. Posteriormente, fija su residencia en Vilna, donde se convertiría en director del conservatorio de esta ciudad. En el año 1949, se celebra como conmemoración a los cien años de muerte de Chopin un concurso, en el cual Szpinalski participaría y sería galardonado. 
Tuvo graves problemas de reumatismo, si bien un cáncer acabaría con su vida.